# Predica agli uccelli
La Predica agli uccelli è la quindicesima delle ventotto scene del ciclo di affreschi delle Storie di san Francesco della Basilica superiore di Assisi, attribuiti a Giotto. Fu dipinta verosimilmente tra il 1295 e il 1299. Misura 270x200 cm, più di altre scene, perché si trova sulla controfacciata (come la scena del Miracolo della sorgente).

## Descrizione e stile
Questo episodio appartiene alla serie della Legenda maior (XII,3) di san Francesco: "Andando il beato Francesco verso Bevagna, predicò a molti uccelli; e quelli esultanti stendevano i colli, protendevano le ali, aprivano i becchi, gli toccavano la tunica; e tutto ciò vedevano i compagni in attesa di lui sulla via." 
Secondo la tradizione, la predica agli uccelli ebbe luogo sull'antica strada che congiungeva il castello di Cannara a quello di Bevagna. Oggi il luogo dove San Francesco d'Assisi compì il miracolo è segnato da una pietra in località Piandarca nel Comune di Cannara in un'area ancor oggi incontaminata, raggiungibile attraverso un sentiero che inizia appena fuori dal paese e si snoda attraverso i campi. Nei pressi della pietra e lungo l'attuale strada che porta a Bevagna (la strada SP403) è edificata anche una piccola edicola a ricordo del miracolo.
È una delle scene più famose del ciclo, perché racconta un episodio molto amato dalla devozione popolare: forse Bonaventura voleva alludere con questo episodio alla capacità di Francesco di parlare a poveri ed emarginati. Il santo è rappresentato invecchiato e il suo volto esprime una grande dolcezza. Gli alberi sono a grandezza naturale, a differenza di quelli dipinti nei paesaggi bizantineggianti di scene come l'Elemosina del mantello o il Miracolo della sorgente. Lo sfondo è di una semplicità accattivante, con alberi in primavera sullo sfondo del cielo di lapislazzuli; nella parte centrale il colore è in parte caduto lasciando un tono più chiaro. 
Al dipinto vennero dedicati numerosissimi studi esegetici e divagazioni letterarie, in particolare riguardo all'interrelazione tra la personalità di Giotto e le idee francescane. Danneggiata dall'umidità, della quale hanno sofferto anche altre scene della controfacciata, presenta lacune in corrispondenza degli uccelli poiché dipinti in larga parte a secco.
Anche in questa scena, come in quelle vicine, gli incarnati rivelano i modi del "secondo capo bottega", che alcuni indicano in Pietro Cavallini.

## Descrizione
Nel dipinto ambientato in un paesaggio naturale compaiono in primo piano San Francesco, gli uccelli, un albero e un frate. I colori che caratterizzano l'affresco sono il marrone e l'azzurro.
San Francesco è rappresentato con il suo solito vestito, scalzo, e con un'aureola sopra il capo; egli incontra uno stormo d'uccelli che non vola via subito e così il santo gli rivolge una predica.
Gli uccelli attendono speranzosi le parole del santo e dopo la benedizione volano via.
Il frate posto al fianco del santo osserva sbalordito la scena.
In secondo piano troviamo un altro albero proprio dietro al frate.